# Williams FW23
Williams FW23 – (Frank Williams 23. vůz) byl vůz Formule 1 stáje Williams určený pro sezónu 2001. Jednalo se o druhý vůz postavený na spolupráci s BMW, který navázal na předchozí typ FW22.

## Popis
FW23 byl oproti předchozímu typu posun dopředu, Williamsu se podařilo navázat na předchozí dobré vlastnosti, přesto se mu nepodařilo odstranit zásadní problémy. Dosahované rychlosti tohoto vozu se staly zcela srovnatelné s konkurencí. Jako správný tah se v této sezóně ukázal i přechod k pneumatikám Michelin, které byly lépe připraveny než v předchozích sezónách používané Bridgestone. Nepodařilo se však výrazně posunout spolehlivost motorů a tak přes velké kvality vozu se v mnoha závodech nedařilo dojíždět, což spolu s méně zkušenými jezdci (Juan Pablo Montoya a Ralf Schumacher) neumožnilo týmu bojovat o lepší pozice než bylo třetí místo v poháru konstruktérů. Nedojezdnost jezdců přesáhla padesát procent, což je číslo, které jezdcům neumožňuje promlouvat do celkového pořadí.
Přesto lze z hlediska Williamsu tuto sezónu tento vůz hodnotit jako úspěšný, neboť se mu podařilo vyhrát čtyři závody, což byl po dlouhé době úspěch (poslední Velkou cenu před touto sezónou Williams vyhrál v roce 1997). Navíc se mu podařilo rychlostně srovnat krok s týmy Ferrari a McLaren a dokonce se s tímto vozem podařilo dosáhnout osmi nejrychlejších kol. Což působilo dojmem, že se stáji během několika let podaří nastavit vůz tak, aby bojoval o prvenství.

## Williams
- Model: Williams FW23
- Rok výroby: 2001
- Země původu: Velká Británie
- Konstruktér: Patrick Head
- Debut v F1: Grand Prix Austrálie 2001

## Technická data
- Délka:
- Šířka:
- Výška:
- Váha: 600 Kg (včetně pilota, vody a oleje)
- Rozchod kol vpředu:
- Rozchod kol vzadu:
- Rozvor: 3 178 mm
- Převodovka: Williams 7stupňová poloautomatická.
- Brzdy: AP Racing
- Tlumiče:
- Motor: BMW V10
  - V10 72°
  - Objem: 2 998 cm³
- Vstřikování: BMW
- Palivový systém: BMW
- Palivo: Petrobras
- Pneumatiky: Michelin

## Piloti
- Ralf Schumacher 4. místo (49 bodů)
- Juan Pablo Montoya 6. místo (31 bodů)

## Statistika
- 17 Grand Prix
- 4 vítězství
- 4 pole positions
- 80 bodů
- 9 x podium
- 8 x nejrychlejší kolo

## Výsledky v sezoně 2001
| Legenda k tabulce | Legenda k tabulce                                                                       |
| Barva             | Výsledek                                                                                |
| ----------------- | --------------------------------------------------------------------------------------- |
| Zlatá             | Vítěz                                                                                   |
| Stříbrná          | 2. místo                                                                                |
| Bronzová          | 3. místo                                                                                |
| Zelená            | Bodované umístění                                                                       |
| Modrá             | Nebodované umístění                                                                     |
| Modrá             | Dokončil neklasifikován (NC)                                                            |
| Fialová           | Odstoupil (Ret)                                                                         |
| Červená           | Nekvalifikoval se (DNQ)                                                                 |
| Červená           | Nepředkvalifikoval se (DNPQ)                                                            |
| Černá             | Diskvalifikován (DSQ)                                                                   |
| Bílá              | Nestartoval (DNS)                                                                       |
| Bílá              | Závod zrušen (C)                                                                        |
| Světle modrá      | Pouze trénoval (PO)                                                                     |
| Světle modrá      | Páteční testovací jezdec (TD)                                                           |
| Bez barvy         | Netrénoval (DNP)                                                                        |
| Bez barvy         | Vyřazen (EX)                                                                            |
| Bez barvy         | Nepřijel (DNA)                                                                          |
| Bez barvy         | Odvolal účast (WD)                                                                      |
| Bez barvy         | Nezúčastnil se (prázdné)                                                                |
| Označení          | Význam                                                                                  |
| Tučnost           | Pole position                                                                           |
| Kurzíva           | Nejrychlejší kolo                                                                       |
| †                 | Jezdec nedojel do cíle, ale byl klasifikován, protože odjel více než 90 % délky závodu. |
| ‡                 | Byl udělován poloviční počet bodů, protože bylo odjeto méně než 75 % délky závodu.      |
| Horní index       | Umístění bodujících jezdců ve sprintu                                                   |

| Rok  | Šasi     | Motor       | Pneu | Jezdci             | 1   | 2   | 3   | 4   | 5   | 6   | 7   | 8   | 9   | 10  | 11  | 12  | 13  | 14  | 15  | 16  | 17  | Body | Umístění |
| ---- | -------- | ----------- | ---- | ------------------ | --- | --- | --- | --- | --- | --- | --- | --- | --- | --- | --- | --- | --- | --- | --- | --- | --- | ---- | -------- |
| 2001 | Williams | BMW P80 V10 | B    |                    | AUS | MAL | BRA | SMR | ESP | EUR | AUT | MON | CAN | FRA | GBR | GER | HUN | BEL | ITA | USA | JPN | 80   | 3.       |
| 2001 | Williams | BMW P80 V10 | B    | Ralf Schumacher    | Ret | 5   | Ret | 1   | Ret | Ret | Ret | Ret | 1   | 2   | Ret | 1   | 4   | 7   | 3   | Ret | 6   | 80   | 3.       |
| 2001 | Williams | BMW P80 V10 | B    | Juan Pablo Montoya | Ret | Ret | Ret | Ret | 2   | Ret | Ret | Ret | Ret | Ret | 4   | Ret | 8   | Ret | 1   | Ret | 2   | 80   | 3.       |